# Prigorica
Prigorica – wieś w Słowenii, w gminie Ribnica. W 2018 roku liczyła 387 mieszkańców.